# Albert Steffen
Albert Steffen (10. prosince 1884 Wynau – 13. července 1963 Dornach) byl švýcarský spisovatel a antroposof. Po smrti Rudolfa Steinera (1861-1925) byl Steffen od roku 1925 jeho nástupcem jako předseda Antroposofické společnosti.

## Životopis
Albert Steffen se narodil jako třetí ze šesti dětí vesnického lékaře. Jako pětiletý ztratil svého o dva roky staršího bratra. Jednotřídku navštěvoval ve Wynau, poté dvoutřídku v Langenthalu. Jako čtrnáctiletý obstál při přijímacích zkouškách na gymnázium v Bernu; nejdříve propadal ale potom místo do tercie, přešel do kvarty. Cítil se ponížený a proto se uzavíral do ústraní. Své myšlenky a pocity si důvěrně zapisoval do deníku - ten vedl až do své smrti. – maturoval v roce 1904.

### Vytváření osobnosti
Od roku 1904 studoval v Lausanne na přání otce lékařství, protože otec mu chtěl předat svou lékařskou praxi. Kvůli studiu lékařství se dostal do střetu a do existenciální krize, během níž se rozhodl pracovat jako básník a takto pracovat na léčení slovem. Intenzivně se zabýval Friedrichem Nietzsche (1844-1900) a Fjodorem Michajlovičem Dostojevským (1821-1881). Přírodovědný přístup lékařství ho neuspokojoval, v dubnu 1905 začal studovat duchovní vědy v Curychu a od podzimu 1906 pokračoval ve studiu v Berlíně.

### Literární tvorba
V Berlíně předal svůj první román "Ott, Alois und Werelsche" berlínskému nakladateli Samuel Fischer (1859-1934), který mu román vydal a Steffena jako nového švýcarského básníka představil. Roku 1907 vyslechl v Berlíně první přednášku Rudolfa Steinera, potkal se s ním po čtyřech letech v Mnichově, kde mezi lety 1908 a 1920 tu žil. Zde vznikly také čtyři romány, které všechny vydalo nakladatelství S. Fischer Verlag.

### Teosofická společnost
V období Steffenova pobytu v Mnichově tenkrát Steiner vedl "Německou sekci teosofické společnosti" (DSdTG), nějakou odbočku Adyar. Na rozhraní let 1912/1913 přiměl oddělení DSdTG z Adyar-TG na ustavení Antroposofické společnosti. Steffen následoval směr Steinera v antroposofii. V létě 1914 spolupracoval na stavbě prvního Goetheanumu.
V Mnichově vyučoval Albert Steffen polského malíře Stanislava Stückgolda (1868-1933) a jeho paní Alžbětu a těžce postiženou dceru Felicitas. V roce 1920 Elisabeth Stückgold (1889-1961) v doprovodu Alberta Steffena jela do Dornachu kvůli poskytnutí rady Steinera pro svou dceru. Tam Steffen převzal na přání Steinera redakci nově založeného týdeníku Das Goetheanum, který pak vedl až do své smrti.
Na přelomu roku 1923/1924 jmenoval Steiner Alberta Steffena zastupujícím předsedou Všeobecné Antroposofické Společnosti. Kvůli stálému úzkému spojení Steffena s antroposofií nevydával Steffens svá díla po roce 1919 u Fischerova nakladatelství, ale od roku 1928 vydával vlastním nakladatelství, „Verlag für schöne Wissenschaften“, které založil.
V roce 1925, kdy zemřel Rudolf Steiner, byl předsedou „Všeobecné Antroposofické Společnosti“. V roce 1935 se oženil s již ovdovělou Elisabeth Stückgold (1889–1961).
V roce 1951 obdržel za svůj román Aus Georg Archibalds Lebenslauf und nachgelassenen Schriften cenu Schillerovy nadace.
Albert Steffen zemřel 13. července 1963 ve věku 79 let. Jeho odkaz spravuje nadace Alberta Steffena ve Dornachu.

## Hodnocení literární tvorby
Lyrická práce Christiana Morgensteina (1871-1914), významnému básníkovi v raných dějinách antroposofického hnutí. Albert Steffens je literárně činný, sám ve svém stěžejním díle, mimo antroposofii je sotva známý. Přes jeho objemné dílo patří k zapomenutým švýcarským básníkům, společně asi s Alfrédem Fankhauserem (1890-1914), Siegfriedem Langem (1887-1970) nebo Otto Wirzem (1877-1946).
Jeho literární kvalita je podle odborníků sporná. Zatímco jeho dílo od germanistů jako je Walter Muschg (1898-1965) nebo Fritz Strich (1883-1963) a rakouského filologa Friedrich Hiebel (1903-1989) – antroposof a přítel Steffense - jeho výrazná část literárních novot 20. století, hodnotil Emil Ermatinger (1873-1953) jeho časné básně, pozdější průhlednost umělých květin, obecné náboženské sekty. Další v jeho dílech vidí dosti často postavy bez individuálního života, tedy pouhé alegorie.
Ještě Steffensův jevištní kousek „Der Sturz des Antichrist" - kromě samotných básní - díky zhudebnění Viktorem llmannem má určitou popularitu. Po repríze této mysterijní hry roku 1995 v Bielefeldu a 2008 divadla Greifswald získal nový zenit.

## Dílo

### Původní vydání

#### Romány a podobná díla
- Ott, Alois und Werelsche, S. Fischer, Berlin 1907
- Bestimmung der Roheit, S. Fischer, Berlin 1912
- Die Erneuerung des Bundes, S. Fischer, Berlin 1913
- Der rechte Liebhaber des Schicksals, S. Fischer, Berlin 1916
- Sibylla Mariana, S. Fischer, Berlin 1917
- Lebensgeschichte eines jungen Menschen, Schöne Wissenschaften, Dornach 1928
- Wildeisen, Dornach 1929
- Sucher nach sich selbst, Dornach 1931
- Aus Georg Archibalds Lebenslauf und nachgelassenen Schriften, Dornach 1950
- Oase der Menschlichkeit, Dornach 1954
- Altmanns Memoiren aus dem Krankenhaus, Dornach 1956
- Dreiunddreissig Jahre, Dornach 1959
- Mission der Poesie, Dornach 1962

#### Činohry
- Der Auszug aus Ägypten - Die Manichäer. Zwei Dramen, S. Fischer, Berlin 1916
- Das Viergetier. Drama in sechs Akten, Seldwyla, Zürich 1924
- Hieram und Salomo. Tragödie in neun Bildern, Dornach 1925
- Der Chef des Generalstabs. Drama in fünf Akten, Dornach 1927
- Der Sturz des Antichrist. Dramatische Skizze in drei Akten, Dornach 1928. Opernbearbeitung von Viktor Ullmann (Bühnenweihefestspiel in 3 Akten, 1935; UA 1995 Bielefeld)
- Das Todeserlebnis des Manes. Drama in fünf Akten, Dornach 1934
- Adonis-Spiel / Eine Herbstesfeier, Dornach 1935
- Friedenstragödie. In fünf Akten, Dornach 1936
- Fahrt ins andere Land. Drama in einem Vorspiel und sieben Bildern, Dornach 1938
- Pestalozzi. Schauspiel, Dornach 1939
- Ruf am Abgrund. Drama, Dornach 1943
- Märtyrer. Tragödie, Dornach 1944
- Karoline von Günderode. Eine Tragödie aus der Zeit der deutschen Romantik, Dornach 1946
- Barrabas. Drama in vier Akten, Dornach 1949
- Alexanders Wandlung. Drama in fünf Akten, Dornach 1953
- Lin. Drama, Dornach 1957

#### Svazky básní
- Wegzehrung, Rhein, Basel 1921 (erweitert Dornach 1927)
- Gedichte, Dornach 1931
- Der Tröster, Dornach 1935
- Passiflora / Ein Requiem für Felicitas, Dornach 1939
- Wach auf, Du Todesschläfer!, Dornach 1941
- Epoche, Dornach 1944
- Ausgewählte Gedichte, hg. v. Walter Muschg, Basel 1945
- Spätsaat, Dornach 1947
- Am Kreuzweg des Schicksals, Dornach 1952
- Krankheit nicht zum Tode, Dornach 1955
- Steig auf den Parnass und schaue, Dornach 1960

#### Eseje
- Die Krisis im Leben des Künstlers, Seldwyla, Bern 1922
- Der Künstler zwischen Westen und Osten, Grethlein, Zürich 1925
- Der Künstler und die Erfüllung der Mysterien, Dornach 1928
- Begegnungen mit Rudolf Steiner, Grethlein, Zürich 1926 (erweitert Dornach 1955)
- Mani / Sein Leben und seine Lehre, Dornach 1930 (erweitert Dornach 1965)
- Goethes Geistgestalt, Dornach 1932 (erweitert Dornach 1970)
- Dramaturgische Beiträge zu den schönen Wissenschaften, Dornach 1935
- Lebensbildnis Pestalozzis, Dornach 1939 (erweitert Dornach 1965)
- Conrad Ferdinand Meyers lebendige Gestalt, Dornach 1937 (erweitert Dornach 1965)
- Frührot der Mysteriendichtung, Dornach 1940
- Geistige Heimat, Dornach 1941
- Krisis, Katharsis, Therapie im Geistesleben der Gegenwart, Dornach 1944
- Vorhut des Geistes, Dornach 1945
- Wiedergeburt der schönen Wissenschaften, Dornach 1946
- Mysterienflug, Dornach 1948
- Geist-Erkenntnis / Gottes-Liebe, Dornach 1949
- Zu den Farbfenstern des Goetheanum, Dornach 1953
- Brennende Probleme, Dornach 1956
- Dichtung als Weg zur Einweihung. Zum 100. Geburtstag Rudolf Steiners, Dornach 1960

#### Paměti, náčrty a miniatury
- Bauz. Zwei Erzählungen, Huber (= Schweizer Erzähler 6), Frauenfeld/Leipzig 1916
- Die Heilige mit dem Fische. Sieben Novellen, S. Fischer, Berlin 1919
- Kleine Mythen, Seldwyla, Zürich 1923
- Pilgerfahrt zum Lebensbaum, Seldwyla, Zürich 1925
- In Memoriam Rudolf Steiner, Hoenn, Landschlacht 1925
- Lebenswende, Dornach 1931
- Merkbuch, Dornach 1937
- Buch der Rückschau, Dornach 1938
- Selbsterkenntnis und Lebensschau, Dornach 1940
- Auf Geisteswegen, Dornach 1942
- Der Genius des Todes, Dornach 1943
- Novellen, Dornach 1947
- Aus der Mappe eines Geistsuchers, Dornach 1951
- Gedenkbilder für Elisabeth Steffen. Geist-Erinnerungen. Mappe mit Aquarellwiedergaben, Dornach 1961
- Lebensbilder an der Todespforte. Skizzen und Miniaturen. Mappe mit Aquarellwiedergaben, Dornach 1963

### Překlady
- Im anderen Land – In another Land. Gedichte gegenseitig übersetzt von Albert Steffen und Percy MacKaye, Dornach 1937

### Vydavatelé
- Der Lehrerkurs Dr. Rudolf Steiners im Goetheanum 1921 (zus. mit Walter Johannes Stein), Verlag am Goetheanum, Dornach 1922
  - Neuausgabe in: Die Anthroposophische Pädagogik (= Einführung in anthroposophische Themen 1), hg. v. Joseph Morel, Novalis/Phil.-Anthr. Verlag, Schaffhausen und Dornach 1983

### Dědictví
Všechny posmrtně objevené práce byly vydány "Nadací Alberta Steffena".
- Im Sterben auferstehen. Gedichte, 1964
- Im Gedenken an Otto Rennefeld. Erinnerungen an den Dichterfreund und Hinweise auf sein Lebenswerk. Essays, 1965
- Dante und die Gegenwart. Essays, 1965
- Gegenwartsaufgaben der Menschheit. Ausblicke auf die Arbeit der Anthroposophischen Gesellschaft. Essays, 1966
- Weihnachtsbilder. Mappe mit drei Essays und sieben farbigen Aquarellwiedergaben, 1966
- Geist-Erwachen im Farben-Erleben. Betrachtungen, Skizzen, Erinnerungen. Mit zwölf farbigen Aquarellwiedergaben, 1968
- Über den Keimgrund der Mysteriendramen Rudolf Steiners. Essays, 1971
- Die Botschaft von Novalis. Essays, 1972
- Geistesschulung und Gemeinschaftsbildung. Aufsätze und Ansprachen, 1974
- Reisetagebuch. Beobachtungen und Erinnerungen. Skizzen und Aquarelle, 1978

### Vydávaná díla
- "Vybraná díla ve čtyřech svazcích". Ke 100. výročí narození básníka vydal Manfred Krüger, Dornach/Stuttgart 1984